# Ex-Centris
Ex-Centris est un complexe cinématographique d'avant-garde fondé en 1999 à Montréal, au Québec par Daniel Langlois.

## Description
En 1996, Daniel Langlois amorce la conception d’un laboratoire de création et de diffusion numérique basé sur l’intégration complète de salles de spectacle de très haute qualité ouvertes au public à un centre de recherche et de production à l’avant-garde des nouvelles techniques numériques. Un nouveau concept et un nouveau lieu, qu’il nomme Ex-Centris.
En juin 1999, après 2 années de construction, le concept est devenu réalité et le Complexe Ex-Centris ouvre alors ses portes sur le boulevard Saint-Laurent à Montréal, au Québec.
Ex-Centris est un lieu d’avant-garde, destiné au soutien des créateurs et producteurs indépendants intéressés et impliqués dans l’expérimentation avec les nouvelles générations d’outils de production et de diffusion numérique. L’ensemble des infrastructures du complexe a été conçu pour évoluer avec l’émergence des nouvelles techniques de production et diffusion et les salles de spectacle offrent des capacités de configuration uniques, permettant leur transformation à volonté pour la présentation d’œuvres culturelles variées. Ex-Centris offre dans ses salles de spectacle une combinaison des meilleures capacités de présentation multimédia et cinéma disponibles aujourd’hui.
Ex-Centris est plus qu'un simple lieu de diffusion ; cet édifice à vocation culturelle totalisant 70 000 pieds carrés abrite plusieurs autres activités associées au domaine des arts médiatiques. Ex-Centris est donc à la fois un laboratoire de recherche sur l’image et les médias et un lieu haut de gamme de diffusion grand public.
Depuis sa création, Ex-Centris est devenu un des centres principaux d’activité pour la diffusion et le développement en art numérique et en multimédia au Canada. Parmi ses trois salles de cinéma dont une entièrement escamotable pour la diffusion de spectacles, une est réservée au Cinéma Parallèle, fondée par Claude Chamberlan et vouée aux œuvres indépendantes. 
Ex-Centris est, pendant toute son existence, le haut lieu de diffusion du Festival du nouveau cinéma.
En juillet 2011, le Cinéma Parallèle se porte acquéreur des 3 salles de cinéma de Ex-Centris, par l'entremise d'aides exceptionnelles de différents paliers de gouvernement ainsi que de la Fondation Daniel Langlois.
Ex-Centris est également reconnu internationalement pour ses nombreuses contributions aux arts numériques et médiatiques.
Le centre déclare faillite le 5 mai 2016, faute de pouvoir obtenir des films porteurs, d'une fréquentation et de subventions suffisantes,. 